# Neusiedl am Steinfeld
Neusiedl ist eine Ortschaft und Katastralgemeinde der Gemeinde St. Egyden am Steinfeld im Bezirk Neunkirchen in Niederösterreich.

## Geografie
Die Lage erstreckt sich von St. Egyden nach Südosten über die Steinfeldebene und die sogenannte Blätterstraße L 137 und den Föhrenwald bis zur Bundesstraße B 17 („Neunkirchner Allee“).

## Geschichte
Bei der Gründung von Spital am Semmering 1160 werden Grundflächen bei „Niwesidel“, darunter das Weinbaugebiet „Spitzhart“, dem Stützpunkt zur leichteren Überquerung des Passes vom Markgrafen Otakar III. und Otto von Stubenberg geschenkt. Der Weinbau war durch Jahrhunderte die Haupteinnahmequelle von Neusiedl. Die diesbezüglichen Rechtsvorschriften („Bergtaiding“) wurden bereits 1575 vor dem Dorfrecht abgefasst.
1590 stand die ehemals stolzenwörthische Gründung unter der Ortsobrigkeit von Ludwig von Hoyos zu Rotengrub mit 14 Häusern. Herr Hanns Gruber zu Tharnstein (=Dachenstein) hatte 5 Häuser.
Die Zusammenlegung zur Großgemeinde St. Egyden erfolgte am 1. Januar 1971.

## Sehenswertes
Wasserspeicher der Wiener Hochquellenwasserleitung
Siehe auch: Liste der denkmalgeschützten Objekte in St. Egyden am Steinfeld